# Янтар Денис Андрійович
Дени́с Андрі́йович Янта́р (21 липня 1989, Миколаїв, УРСР — 9 вересня 2020, Миколаїв, Україна) — український громадський діяч, колишній очільник миколаївського обласного осередку партії «Національний корпус», ветеран російсько-української війни у складі батальйону «Азов».

## Життєпис

### Ранні роки і освіта
Народився 21 липня 1989 року в місті Миколаєві в сім'ї лікарів. Навчався у Миколаївській гуманітарній гімназії № 2 і Миколаївському морському ліцеї. Після вступив до Національного університету кораблебудування імені адмірала Макарова на інженерно-економічний факультет, закінчивши його у 2012 році дипломом з відзнакою. У 2013 році здобув другу вищу освіту за спеціальністю «Правознавство» в цьому ж університеті. 
Займаючись промоутерською діяльністю багато уваги приділяв просуванню українських спортсменів на міжнародних змаганнях. Вільно володіючи англійською мовою, забезпечував участь і супровід спортсменів за кордоном. 
З 2010 по 2012 був капітаном команди на щорічних міжнародних конкурсах Global Management Challenge Junior. У 2010 та 2012 роках команда виходила в півфінал, а в 2011 році, вперше для Миколаєва, стала фіналістом серед багатьох команд цього конкурсу. 
У 2012 та у 2013 роках був наставником міжнародного конкурсу Global Management Challenge Junior. Переможець змагань «Case Studses Workshop» у Другому Миколаївському міжнародному фестивалі грошей. 
Мав сертифікати з управління бізнесом Вusiness Battle 2010—2011, Всеукраїнського конкурсу студентських наукових робіт за спеціальністю «Банківська справа» Національного банку України.
За видатні досягнення був нагороджений грамотою ректора Національного університету кораблебудування імені адмірала Макарова.
Вільно володів англійською та удосконалював знання з французької мови.

### Трудова діяльність
Працювати почав в студентські роки. У  2011—2012 роках працював експертом управління продаж малого бізнесу в Миколаївській дирекції ПАТ «Райфайзен Банк Аваль».
З 2012 по 2014 роки займав посаду головного економісту заводу і помічника фінансового директора усієї групи компаній ТОВ «Юг-Картон».
У 2019 році заснував власну приватну охоронну службу ТОВ «Аурум Секьюрити Груп».

### Громадська і політична діяльність
Був одним з керівників ультрас футбольного клубу «Миколаїв». Під час подій Революції Гідності разом з побратимами забезпечував охорону євромайдану, 7 квітня 2014 року брав участь у розгоні проросійського наметового табору сепаратистів на площі перед пам'ятником героям-ольшанцям у Миколаєві.
Після початку російсько-української війни у 2014 році долучився до складу новоствореного батальйону патрульної служби міліції особливого призначення «Азов», брав участь у боях за Широкине, обороні Гранітного, Маріуполя тощо.
Після звільнення з лав збройних сил заснував в Миколаєві очоливювану ним до самої смерті громадську організацію «Цивільний корпус «Азов», яка у 2016 році набула статусу миколаївського обласного осередку політичної партії «Національний корпус».
З 2016 року в пам'ять про загиблих воїнів АТО організовував і проводив в Миколаєві щорічні міжнародні турніри зі змішаних єдиноборств ММА «Дорогу нескореним», а у листопаді того ж року посів третє місце в розіграші відкритого кубка Херсонської області з MMA. Був одним із організаторів щорічних міжнародних змагань з пауерліфтингу під назвою «Залізна нація», які також присвячуються пам'яті загиблих захисників, а також щорічних змагань «Ні кроку назад». Започаткував низку соціальних проектів, зокрема «Білобережжя Святослава».
У 2016 році брав участь в організації проведення у виставковому залі Миколаївського міського палацу культури та мистецтв фоторобіт воїнів полку «Азов» про бої в населеному пункті Широкине під назвою «Палаюче Приазов'я».
Разом із представниками «Національного корпусу» підтримував і організовував участь в акціях з захисту національного природного парку «Бузький Гард» і городища «Дикий Сад», взявши участь у встановленні огорожі навколо пам'ятки археології разом з бійцями «Азову».
Активний учасник всеукраїнської акції «Ні капітуляції» у 2019 році щодо недопущення відведення українських військ за формулою Штайнмаєра. У тому ж році на позачергових виборах до Верховної Ради України був кандидатом в народні депутати.
Помер у віці 31 року 9 вересня 2020 року. Похований на Алеї Слави на Миколаївському цвинтарі.

### Конфлікт із Зеленським
26 жовтня 2019 року президент України Володимир Зеленський відвідав населений пункт Золоте, де поспілкувався з добровольцями, що організували там штаб руху «Останній блокпост» на знак протесту проти можливого розведення військ. Одним зі спікерів з боку вояків був Денис Янтар, розмова якого з президентом видалася вкрай напруженою та емоційною. Зокрема, на пропозицію Янтаря формалізувати відносини та обговорити вимоги протестуючих, Зеленський відповів фразою:
|  | З ким? З тобою? Я прийшов тобі сказав: зброю приберіть. А ти переводиш стрілки. Ти мені взагалі не можеш жодних ультиматумів озвучувати, ти не зрозумівОригінальний текст (рос.) С кем? С тобой? Я пришел тебе сказал: оружие уберите. А ты переводишь стрелки. Ты мне вообще не можешь никакие ультиматумы озвучивать, ты не понял. |

Після спроби добровольця пояснити ситуацію, Зеленський додав:
|  | Послухай, я президент цієї країни, мені 42-й рік. Я ж не лох якийсь, я тобі прийшов і сказав: зброю прибери. Ти мені не переводь на акції. Я хотів побачити в очах розуміння, а побачив хлопця, який вирішив, що перед ним якийсь лопух стоїть і переводиш мене на іншу темуОригінальний текст (рос.) Послушай, я президент этой страны, мне 42-й год. Я ж не лох какой-то, я тебе пришел и сказал: оружие убери. Ты мне не переводи на акции. Я хотел увидеть в глазах понимание, а увидел парня, который решил, что перед ним какой-то лопух стоит и переводишь меня на другую тему |

Увечері того ж дня Денис Янтар заявив, що за інформацією, яка надійшла до добровольців, влада планує вибити їх з міста, однак навіть попри це вони продовжуватимуть стояти на власних позиціях.
Цікавим фактом є те, що на президентських виборах 2019 року Денис Янтар підтримував саме Володимира Зеленського.
28 жовтня Янтар повідомив, що добровольці передали всю зброю, яка в них була, довіреним людям, виконавши побажання президента щодо відсутності озброєння на їх позиціях.

## Нагороди і вшанування пам'яті
- Медаль «За участь в бою»;
- Медаль «За оборону Маріуполя»;
- Медаль «Навіки вірний»;
- Почесна грамота Миколаївської обласної ради «За вагомий внесок у справу захисту національних інтересів держави» (15 листопада 2019[13];
- Почесна відзнака Миколаївської обласної ради «Хрест Святого Миколая»;
- Звання «Почесний представник Руху ветеранів України».

Після смерті Дениса Янтаря проходять змагання перехідного кубку «Пам'яті Дениса Янтаря» в рамках щорічних міжнародних змагань з пауерліфтингу під назвою «Залізна нація», присвячена пам'яті загиблих захисників.